# 김정수 (작가)
김정수(金貞秀/金貞洙, 1949년 9월 26일 ~ )는 대한민국의 방송 작가로 본명은 김정숙이다.

## 학력
- 여수여자고등학교 졸업 (1968년)
- 경희대학교 국문학과 졸업 (1972년)

## 생애
1949년 9월 26일 전남 여수에서 태어나 성장하였다. 문학소녀로 소설가 지망생이었으며, 1968년 여원(女苑) 여류신인문학상에 단편소설이 당선되어 작가 데뷔를 하였다. 경희대학교 국문과를 졸업 후 결혼하였다.
결혼 후 무료한 일상을 보내던 도중 TV 매체에 흥미를 느끼게 되면서 1979년 MBC 개국 10주년 기념 작가 모집에서 《제3교실 - 구석진 자리》가 당선되며 방송 작가의 길을 걷게 되었다.
1980년 첫 방영을 시작한 《전원일기》를 1982년 6월부터 혼자 쓰기 시작하였고, 1993년 2월까지 집필하였다. 이후에도 《엄마의 바다》, 《그대 그리고 나》 등 숱한 화제작들을 쏟아내며 김수현과 함께 80~90년대의 스타 작가로 활발히 활동하였다.

## 집필 작품
- 《제3교실》 (1980년)
- 《전원일기》 (1980년~2002년)
- 《겨울 안개》 (1989년)
- 《행복한 여자》 (1989년)
- 《에미》 (1989년)
- 《베스트극장》 - 아빠는 사업가 (1991년)
- 《엄마의 바다》 (1993년)
- 《전쟁과 사랑》 (1995년~1996년)
- 《자반고등어》 (1996년)
- 《그대 그리고 나》 (1997년~1998년)
- 《파도》 (1999년)
- 《그 여자네 집》 (2001년)
- 《흐르는 강물처럼》 (2003년)
- 《한강수타령》 (2004년~2005년)
- 《누나》 (2006년~2007년)
- 《쑥부쟁이》 (2008년)
- 《행복합니다》 (2008년)
- 《민들레 가족》 (2010년)
- 《내일이 오면》 (2011~2012년)
- 《맏이》 (2013~2014년)
- 《엄마》(2015~2016년)
- 《부잣집 아들》(2018년)

## 수상 및 서훈
- 1968년 여원 여류신인문학상
- 1983년 한국방송대상TV극본상
- 1983년 독일후트라 장려상
- 1984년 NHK 스페셜상
- 1985년 한국연극영화TV예술상
- 1987년 오늘의 여인상
- 1998년 제11회 한국방송작가상
- 2001년 MBC 연기대상 특별상
- 2002년 백상예술대상 극본상
- 2008년 제35회 한국방송대상 작가상
- 2013년 보관문화훈장(3등급)